# Grand Prix automobile de Chine 2025
GP précédent GP suivant
Le Grand Prix automobile de Chine 2025 (Formula 1 Heineken Chinese Grand Prix 2025), disputé le 23 mars 2025 sur le circuit international de Shanghai est la 1127e épreuve du championnat du monde de Formule 1 disputé depuis 1950. Il s'agit de la dix-huitième édition du Grand Prix de Chine comptant pour le championnat du monde de Formule 1 depuis 2004, et de la deuxième manche du championnat 2025. Le Grand Prix de Chine est le premier de la saison à compter une course sprint.

## Pneus disponibles
| Pneus pour piste sèche | Pneus pour piste sèche | Pneus pour piste sèche | Pneus pluie    | Pneus pluie |
| ---------------------- | ---------------------- | ---------------------- | -------------- | ----------- |
| Durs (Type C2)         | Medium (Type C3)       | Tendres (Type C4)      | Intermédiaires | Pluie       |

## Essais libres et qualifications sprint

### Première séance, le vendredi de 11 h 30 à 12 h 30
| Pos. | Pilote          | Voiture             | Chrono         | Écart     |
| ---- | --------------- | ------------------- | -------------- | --------- |
| 1    | Lando Norris    | McLaren-Mercedes    | 1 min 31 s 504 |           |
| 2    | Charles Leclerc | Ferrari             | 1 min 31 s 958 | + 0 s 454 |
| 3    | Oscar Piastri   | McLaren-Mercedes    | 1 min 32 s 153 | + 0 s 649 |
| 4    | Lewis Hamilton  | Ferrari             | 1 min 32 s 195 | + 0 s 691 |
| 5    | George Russell  | Mercedes            | 1 min 32 s 377 | + 0 s 873 |
| 6    | Nico Hülkenberg | Kick Sauber-Ferrari | 1 min 32 s 507 | + 1 s 003 |

### Qualifications sprint, le vendredi de 15 h 30 h à 16 h 14
| Pos. | Pilote                | Écurie                  | SQ1 (12 min)   | SQ2 (10 min)   | SQ3 (8 min)    |
| --- | --------------------- | ----------------------- | -------------- | -------------- | -------------- |
| 1 | Lewis Hamilton        | Ferrari                 | 1 min 31 s 212 | 1 min 31 s 384 | 1 min 30 s 849 |
| 2 | Max Verstappen        | Red Bull-Honda RBPT     | 1 min 31 s 916 | 1 min 31 s 521 | 1 min 30 s 867 |
| 3 | Oscar Piastri         | McLaren-Mercedes        | 1 min 31 s 723 | 1 min 31 s 362 | 1 min 30 s 929 |
| 4 | Charles Leclerc       | Ferrari                 | 1 min 31 s 518 | 1 min 31 s 561 | 1 min 31 s 057 |
| 5 | George Russell        | Mercedes                | 1 min 31 s 952 | 1 min 31 s 346 | 1 min 31 s 169 |
| 6 | Lando Norris          | McLaren-Mercedes        | 1 min 31 s 396 | 1 min 31 s 174 | 1 min 31 s 393 |
| 7 | Andrea Kimi Antonelli | Mercedes                | 1 min 31 s 999 | 1 min 31 s 475 | 1 min 31 s 738 |
| 8 | Yuki Tsunoda          | Racing Bulls-Honda RBPT | 1 min 32 s 316 | 1 min 31 s 794 | 1 min 31 s 773 |
| 9 | Alexander Albon       | Williams-Mercedes       | 1 min 32 s 462 | 1 min 31 s 539 | 1 min 31 s 852 |
| 10 | Lance Stroll          | Aston Martin-Mercedes   | 1 min 32 s 327 | 1 min 31 s 742 | 1 min 31 s 982 |
| 11 | Fernando Alonso       | Aston Martin-Mercedes   | 1 min 32 s 121 | 1 min 31 s 815 |                |
| 12 | Oliver Bearman        | Haas-Ferrari            | 1 min 32 s 269 | 1 min 31 s 978 |                |
| 13 | Carlos Sainz          | Williams-Mercedes       | 1 min 32 s 457 | 1 min 32 s 325 |                |
| 14 | Gabriel Bortoleto     | Kick Sauber-Ferrari     | 1 min 32 s 539 | 1 min 32 s 564 |                |
| 15 | Isack Hadjar          | Racing Bulls-Honda RBPT | 1 min 32 s 171 | Pas de temps   |                |
| 16 | Jack Doohan           | Alpine-Renault          | 1 min 32 s 575 |                |                |
| 17 | Pierre Gasly          | Alpine-Renault          | 1 min 32 s 640 |                |                |
| 18 | Esteban Ocon          | Haas-Ferrari            | 1 min 32 s 651 |                |                |
| 19 | Nico Hülkenberg       | Kick Sauber-Ferrari     | 1 min 32 s 675 |                |                |
| 20 | Liam Lawson           | Red Bull-Honda RBPT     | 1 min 32 s 729 |                |                |
| Temps minimal à réaliser pour la qualification : 1 min 35 s 596 (107 % du meilleur temps en SQ1 : 1 min 31 s 212) |                       |                         |                |                |                |

## Sprint et qualifications pour le Grand Prix

### Course sprint le samedi  de 11 h à 12 h
| Pos. | Pilote                | Voiture                 | Tours | Temps/Abandon                             | Grille  | Points |
| ---- | --------------------- | ----------------------- | ----- | ----------------------------------------- | ------- | ------ |
| 1    | Lewis Hamilton        | Ferrari                 | 19    | 30 min 39 s 965 (202,267 km/h)            | 1       | 8      |
| 2    | Oscar Piastri         | McLaren-Mercedes        | 19    | + 6 s 889                                 | 3       | 7      |
| 3    | Max Verstappen        | Red Bull-Honda RBPT     | 19    | + 9 s 804                                 | 2       | 6      |
| 4    | George Russell        | Mercedes                | 19    | + 11 s 592                                | 5       | 5      |
| 5    | Charles Leclerc       | Ferrari                 | 19    | + 12 s 190                                | 4       | 4      |
| 6    | Yuki Tsunoda          | Racing Bulls-Honda RBPT | 19    | + 22 s 288                                | 8       | 3      |
| 7    | Andrea Kimi Antonelli | Mercedes                | 19    | + 23 s 038                                | 7       | 2      |
| 8    | Lando Norris          | McLaren-Mercedes        | 19    | + 23 s 471                                | 6       | 1      |
| 9    | Lance Stroll          | Aston Martin-Mercedes   | 19    | + 24 s 916                                | 10      |        |
| 10   | Fernando Alonso       | Aston Martin-Mercedes   | 19    | + 38 s 218                                | 11      |        |
| 11   | Alexander Albon       | Williams-Mercedes       | 19    | + 39 s 292                                | 9       |        |
| 12   | Pierre Gasly          | Alpine-Renault          | 19    | + 39 s 649                                | 17      |        |
| 13   | Isack Hadjar          | Racing Bulls-Honda RBPT | 19    | + 42 s 400                                | 15      |        |
| 14   | Liam Lawson           | Red Bull-Honda RBPT     | 19    | + 44 s 904                                | 19      |        |
| 15   | Oliver Bearman        | Haas-Ferrari            | 19    | + 45 s 649                                | 12      |        |
| 16   | Esteban Ocon          | Haas-Ferrari            | 19    | + 46 s 182                                | 18      |        |
| 17   | Carlos Sainz          | Williams-Mercedes       | 19    | + 51 s 376                                | 13      |        |
| 18   | Gabriel Bortoleto     | Kick Sauber-Ferrari     | 19    | + 53 s 940                                | 14      |        |
| 19   | Nico Hülkenberg       | Kick Sauber-Ferrari     | 19    | + 56 s 682                                | Pitlane |        |
| 20   | Jack Doohan           | Alpine-Renault          | 19    | + 1 min 10 s 212 (dont 10 s de pénalité ) | 16      |        |

### Qualifications, le samedi de 15 h à 16 h
| Pos. | Pilote                | Écurie                  | Qualifications 1 | Qualifications 2 | Qualifications 3 |
| --- | --------------------- | ----------------------- | ---------------- | ---------------- | ---------------- |
| 1 | Oscar Piastri         | McLaren-Mercedes        | 1 min 31 s 591   | 1 min 31 s 200   | 1 min 30 s 641   |
| 2 | George Russell        | Mercedes                | 1 min 31 s 295   | 1 min 31 s 307   | 1 min 30 s 723   |
| 3 | Lando Norris          | McLaren-Mercedes        | 1 min 30 s 983   | 1 min 30 s 787   | 1 min 30 s 793   |
| 4 | Max Verstappen        | Red Bull-Honda RBPT     | 1 min 31 s 424   | 1 min 31 s 142   | 1 min 30 s 817   |
| 5 | Lewis Hamilton        | Ferrari                 | 1 min 31 s 690   | 1 min 31 s 501   | 1 min 30 s 927   |
| 6 | Charles Leclerc       | Ferrari                 | 1 min 31 s 579   | 1 min 31 s 450   | 1 min 31 s 021   |
| 7 | Isack Hadjar          | Racing Bulls-Honda RBPT | 1 min 31 s 162   | 1 min 31 s 253   | 1 min 31 s 079   |
| 8 | Andrea Kimi Antonelli | Mercedes                | 1 min 31 s 676   | 1 min 31 s 590   | 1 min 31 s 103   |
| 9 | Yuki Tsunoda          | Racing Bulls-Honda RBPT | 1 min 31 s 238   | 1 min 31 s 260   | 1 min 31 s 638   |
| 10 | Alexander Albon       | Williams-Mercedes       | 1 min 31 s 503   | 1 min 31 s 595   | 1 min 31 s 706   |
| 11 | Esteban Ocon          | Haas-Ferrari            | 1 min 31 s 876   | 1 min 31 s 625   |                  |
| 12 | Nico Hülkenberg       | Kick Sauber-Ferrari     | 1 min 31 s 921   | 1 min 31 s 632   |                  |
| 13 | Fernando Alonso       | Aston Martin-Mercedes   | 1 min 31 s 719   | 1 min 31 s 688   |                  |
| 14 | Lance Stroll          | Aston Martin-Mercedes   | 1 min 31 s 923   | 1 min 31 s 773   |                  |
| 15 | Carlos Sainz          | Williams-Mercedes       | 1 min 31 s 628   | 1 min 31 s 840   |                  |
| 16 | Pierre Gasly          | Alpine-Renault          | 1 min 31 s 992   |                  |                  |
| 17 | Oliver Bearman        | Haas-Ferrari            | 1 min 32 s 018   |                  |                  |
| 18 | Jack Doohan           | Alpine-Renault          | 1 min 32 s 092   |                  |                  |
| 19 | Gabriel Bortoleto     | Kick Sauber-Ferrari     | 1 min 32 s 141   |                  |                  |
| 20 | Liam Lawson           | Red Bull-Honda RBPT     | 1 min 32 s 174   |                  |                  |
| Temps minimal à réaliser pour la qualification : 1 min 37 s 351 (107 % du meilleur temps en Q1 : 1 min 30 s 983) |                       |                         |                  |                  |                  |

## Course

### Classement de la course
| Pos. | no | Pilote                | Écurie                  | Tours | Temps/Abandon                            | Grille | Points |
| ---- | -- | --------------------- | ----------------------- | ----- | ---------------------------------------- | ------ | ------ |
| 1    | 81 | Oscar Piastri         | McLaren-Mercedes        | 56    | 1 h 30 min 55 s 026 (201,326 km/h)       | 1      | 25     |
| 2    | 4  | Lando Norris          | McLaren-Mercedes        | 56    | + 9 s 748                                | 3      | 18     |
| 3    | 63 | George Russell        | Mercedes                | 56    | + 11 s 097                               | 2      | 15     |
| 4    | 1  | Max Verstappen        | Red Bull-Honda RBPT     | 56    | + 16 s 656                               | 4      | 12     |
| Dsq. | 16 | Charles Leclerc       | Ferrari                 | 56    | + 23 s 211                               | 6      |        |
| Dsq. | 44 | Lewis Hamilton        | Ferrari                 | 56    | + 25 s 381                               | 5      |        |
| 5    | 31 | Esteban Ocon          | Haas-Ferrari            | 56    | + 49 s 969                               | 11     | 10     |
| 6    | 12 | Andrea Kimi Antonelli | Mercedes                | 56    | + 53 s 748                               | 8      | 8      |
| 7    | 23 | Alexander Albon       | Williams-Mercedes       | 56    | + 56 s 321                               | 10     | 6      |
| 8    | 87 | Oliver Bearman        | Haas-Ferrari            | 56    | + 1 min 01 s 303                         | 17     | 4      |
| Dsq. | 10 | Pierre Gasly          | Alpine-Renault          | 56    | + 1 min 07 s 195                         | 16     |        |
| 9    | 18 | Lance Stroll          | Aston Martin-Mercedes   | 56    | + 1 min 10 s 204                         | 14     | 2      |
| 10   | 55 | Carlos Sainz          | Williams-Mercedes       | 56    | + 1 min 16 s 387                         | 15     | 1      |
| 11   | 6  | Isack Hadjar          | Racing Bulls-Honda RBPT | 56    | + 1 min 18 s 875                         | 7      |        |
| 12   | 30 | Liam Lawson           | Red Bull-Honda RBPT     | 56    | + 1 min 21 s 147                         | 20     |        |
| 13   | 7  | Jack Doohan           | Alpine-Renault          | 56    | + 1 min 28 s 401 (dont 10 s de pénalité) | 18     |        |
| 14   | 5  | Gabriel Bortoleto     | Kick Sauber-Ferrari     | 55    | + 1 tour                                 | 19     |        |
| 15   | 27 | Nico Hülkenberg       | Kick Sauber-Ferrari     | 55    | + 1 tour                                 | 12     |        |
| 16   | 22 | Yuki Tsunoda          | Racing Bulls-Honda RBPT | 55    | + 1 tour                                 | 9      |        |
| Abd. | 14 | Fernando Alonso       | Aston Martin-Mercedes   | 4     | Freins                                   | 13     |        |

### Pole position et record du tour
- Pole position :  Oscar Piastri (McLaren-Mercedes) en 1 min 30 s 641 (216,498 km/h)[13].
- Meilleur tour en course :  Lewis Hamilton (Ferrari) en 1 min 35 s 069 (206,414 km/h) au quarante-et-unième tour[14].

### Tours en tête
- Oscar Piastri (McLaren-Mercedes) : 53 tours (1-13 / 17-56)[15] ;
- Lando Norris (McLaren-Mercedes) : 2 tours (14-15) ;
- Alexander Albon (Williams-Mercedes) : 1 tour (16).

## Classements généraux à l'issue de la course
| Pos. | Pilote                | Écurie                  | Points |
| ---- | --------------------- | ----------------------- | ------ |
| 1    | Lando Norris          | McLaren-Mercedes        | 44     |
| 2    | Max Verstappen        | Red Bull-Honda RBPT     | 36     |
| 3    | George Russell        | Mercedes                | 35     |
| 4    | Oscar Piastri         | McLaren-Mercedes        | 34     |
| 5    | Andrea Kimi Antonelli | Mercedes                | 22     |
| 6    | Alexander Albon       | Williams-Mercedes       | 16     |
| 7    | Esteban Ocon          | Haas-Ferrari            | 10     |
| 8    | Lance Stroll          | Aston Martin-Mercedes   | 10     |
| 9    | Lewis Hamilton        | Ferrari                 | 9      |
| 10   | Charles Leclerc       | Ferrari                 | 8      |
| 11   | Nico Hülkenberg       | Kick Sauber-Ferrari     | 6      |
| 12   | Oliver Bearman        | Hass-Ferrari            | 4      |
| 13   | Yuki Tsunoda          | Racing Bulls-Honda RBPT | 3      |
| 14   | Carlos Sainz          | Williams-Mercedes       | 1      |

| Pos. | Écurie                  | Points |
| ---- | ----------------------- | ------ |
| 1    | McLaren-Mercedes        | 78     |
| 2    | Mercedes                | 57     |
| 3    | Red Bull-Honda RBPT     | 36     |
| 4    | Williams-Mercedes       | 17     |
| 5    | Ferrari                 | 17     |
| 6    | Haas-Ferrari            | 14     |
| 7    | Aston Martin-Mercedes   | 10     |
| 8    | Kick Sauber-Ferrari     | 6      |
| 9    | Racing Bulls-Honda RBPT | 3      |

## Statistiques
Le Grand Prix de Chine 2025 représente :
- la 1re pole position d'Oscar Piastri pour son 48e engagement en Formule 1[17] ;
- la 3e victoire d'Oscar Piastri[18] ;
- la 191e victoire de McLaren en tant que constructeur[19] ;
- le 50e doublé de McLaren[20] ;
- la 223e victoire de Mercedes en tant que motoriste[21] ;
- le 300e podium de Mercedes[22] ;
- le 1er départ en Grand Prix pour Isack Hadjar[23].

Au cours de ce Grand Prix :
- Andrea Kimi Antonelli est élu « pilote du jour » à l'issue d'un vote organisé sur le site officiel de la Formule 1[24] ;
- Pedro Lamy (32 Grands Prix disputés entre 1993 et 1996 avec Team Lotus et Scuderia Minardi, vainqueur du championnat FIA GT (catégorie GT2) en 1998, du championnat LMS en 2004, 2006 et 2007, des 24 Heures du Nürburgring en 2001, 2002, 2004, 2005 et 2010, du Petit Le Mans 2010 et des 24 Heures du Mans en catégorie GTE Am en 2012) est nommé conseiller par la FIA pour aider dans leurs jugements le groupe des commissaires de course[25].